# Joe Stampley
Joe Stampley (6 de junio de 1943) es un cantante de música country estadounidense. Tuvo éxito como vocalista de un grupo de rock, en un dúo de country con Moe Bandy y como solista. Stampley ha publicado más de 20 álbumes y más de 60 sencillos en una carrera que abarca siete décadas. En el año 2000, formó Critter Records.

## Biografía[1]
Nació en Springhill, Luisiana, Estados Unidos, hijo de R. C. Stampley, Jr. (1920-2000) y Mary E. Stampley (1924-2004). Stampley se hizo amigo de Merle Kilgore cuando tenía 15 años y empezaron a escribir canciones juntos. Kilgore consiguió que Stampley grabara dos caras con Imperial Records, y el sencillo resultante, "Glenda" (1959), se vendió bien a nivel local pero no en otros lugares. En 1961, Chess Records publicó otro sencillo de Stampley, "Teenage Picnic", pero también fracasó.
En la década de 1960, Stampley fue el cantante principal del grupo de rock The Uniques (que no debe confundirse con los grupos jamaicanos y de doo-wop del mismo nombre). The Uniques tenían su base en Shreveport, a unos 55 kilómetros al suroeste de Springhill, y comenzaron a actuar en Arkansas, Luisiana y Texas. En 1965, The Uniques grabaron "Not Too Long Ago" (otra composición de Kilgore/Stampley), el primer éxito nacional para Paula Records. Un año después, siguieron con "All These Things". The Uniques publicaron cuatro álbumes originales y una recopilación de grandes éxitos entre 1965 y su disolución en 1970. La mayor parte de su material se basaba en los géneros rhythm and blues, rock, pop y swamp pop.
En 1971, Stampley firmó con ABC-Dot y grabó siete álbumes de música country que produjeron éxitos como "Soul Song"; "Too Far Gone"; "If You Touch Me, You've Got To Love Me"; "I'm Still Loving You"; y una nueva versión de "All These Things" en forma de dos pasos que alcanzó el número 1 en la lista de éxitos country.
En 1975, pasó a Epic Records, donde publicó trece álbumes. Estos álbumes incluían éxitos como: "Roll On Big Mama", "Red Wine and Blue Memories", "If You've Got Ten Minutes (Let's Fall in Love)", "Do You Ever Fool Around" y "I'm Gonna Love You Back To Lovin' Me Again".
Stampley tiene más de 60 discos en las listas de éxitos. Joel Whitburn clasificó a Stampley en el puesto 52 entre todos los artistas country de 1944 a 1993 en cuanto a sencillos en las listas de éxitos. En 1976, Stampley consiguió ocho sencillos en la lista de éxitos country de Billboard y fue el artista de sencillos del año de Billboard.
En 2000, Stampley fundó Critter Records. El primer acto firmado por el sello fue Billy Hoffman.
Stampley actúa ocasionalmente en su Springhill natal.

### Colaboración con Moe Bandy[1]
Durante el apogeo de su éxito, Stampley empezó a formar equipo con Moe Bandy en una serie de duetos. A diferencia de los estándares honky-tonk por los que ambos artistas eran conocidos, la mayoría de las colaboraciones de "Moe y Joe" eran canciones satíricas y novedosas. Su primer éxito juntos, "Just Good Ol' Boys", se convirtió en un número 1 en septiembre de 1979 y fue su single más exitoso. Otros éxitos fueron "Holding the Bag", "Hey Moe, Hey Joe" (una versión de un sencillo grabado originalmente por Carl Smith, con el título y la letra modificados) y "Where's the Dress". Esta última era una sátira de Boy George, y tenía un riff de guitarra inicial similar al éxito pop número 1 de Culture Club, "Karma Chameleon", que metió al dúo en problemas de derechos de autor.
"Where's The Dress" ganó el premio de la American Video Association al vídeo del año en 1984. Bandy y Stampley fueron reconocidos como el Dúo Vocal del Año de la Asociación de Música Country (CMA) en 1980 (como "Moe y Joe"), y ganaron el premio al Dúo Vocal de la Academia de Música Country durante dos años consecutivos.

## Discografía
| - 1972: If You Touch Me (You've Got to Love Me) - 1973: Soul Song - 1974: I'm Still Loving You - 1974: Take Me Home to Somewhere - 1975: Joe Stampley - 1975: Billy, Get Me a Woman - 1976: The Sheik of Chicago - 1976: Ten Songs About Her - 1977: Sat. Nite Dance - 1978: Red Wine and Blue Memories | - 1979: I Don't Lie - 1980: After Hours - 1981: I'm Gonna Love You Back to Loving Me Again - 1982: I'm Goin' Hurtin' - 1982: Backslidin' - 1983: Memory Lane - 1985: I'll Still Be Loving You - 1979: Just Good Ol' Boys - 1981: Hey Joe! Hey Moe! - 1984: The Good Ol' Boys — Alive and Well |